# Mesoleptus subrugosus
Mesoleptus subrugosus är en stekelart som först beskrevs av Forster 1876.  Mesoleptus subrugosus ingår i släktet Mesoleptus och familjen brokparasitsteklar. Inga underarter finns listade i Catalogue of Life.